# Amar después de amar
Amar después de amar est une telenovela argentine diffusée entre le 23 janvier et le 18 mai 2017 sur Telefe.

## Synopsis
De l'accident d'un couple dans la route génère une série d'inconnus. Le corps de la femme n'est pas trouvé, alors que l'homme est en coma. Leur identité révèle qu'ils n'étaient pas maris, ils étaient amoureux. Trois ans plus tôt, l'amitié entre les quatre protagonistes apparaît comme le point de départ qui déclenchera l'amour interdit. L'amour secret des amoureux dans le passé sera intercalé avec la douleur des tromperies dans le présent.

## Acteurs et personnages
- Mariano Martínez : Santiago José Alvarado
- Eleonora Wexler : Carolina Fazzio de Alvarado (†)
- Federico Amador : Damián Kaplan (†)
- Virginia Lago : Myriam Cohen de Kaplan
- Manuela Pal : Laura Eyzaguirre de Godoy
- Michel Noher : Détective Emeterio Godoy
- Maximiliano Ghione : Fiscal Isaac Roth
- Gastón Ricaud : Andrés Kaplan
- Claudio Rissi : Commissaire Antonio Valente
- Marita Ballesteros : Azucena
- Brenda Gandini : Alina Cifuentes (†)
- Franco Masini : Nicolás Alvarado
- Delfina Chaves Mía Kaplan
- Camila Mateos : Lola Alvarado
- Manuel Ramos Federico Kaplan
- Roberto Vallejos : Vicente Fazi
- Germán De Silva : Pedro Cárcamo
- Liliana Cuomo	: Jovita
- Agustín Vera : Gustavo "Bebo" Correa
- Cala Zavaleta	: Cynthia Levin
- Macarena Suárez : Luz Novikov
- Federico Tassara : Benjamín Alvarado / Benjamín Kaplan
- Santiago Pedrero : Kevin
- Juan Bautista Greppi : Juan Wright
- Dana Basso : Alicia De Felipe
- Rosa : Silvia Geijo
- Lisa : Lucrecia Gelardi
- Jorge Prado : José "El Sarro" Miguet (†)
- Adrián Ero : Pehuen "El Guacho" Bazán / Eusebio Sebastián Miguet
- Lucía Torn : Catalina Bacci
- Pablo Bellini	: Jesús Novikov
- Luis Gianneo : Doctor Menéndez

## Diffusion
- Telefe (2017)
- Monte Carlo TV
- Chilevisión[2]
- Univision
- Unicanal

## Versions
- Caer en tentación (Televisa, 2017-2018)
- Tango (LBC - OSN, 2018)
- Amar Depois de Amar (TVI, 2019)
- El nudo (Antena 3, 2019-2020)

### Sources
- (es) Cet article est partiellement ou en totalité issu de l’article de Wikipédia en espagnol intitulé « Amar después de amar » (voir la liste des auteurs).